# Siro carpaticus
Siro carpaticus is een hooiwagen uit de familie Sironidae.